# 974
سنة 974 م كانت سنة بسيطة تبدأ يوم الخميس (الرابط يظهر نموذج التقويم الكامل للسنة) من التقويم اليولياني.

## أحداث
نهاية الدولة الإدريسية بالمغرب.

## مواليد
- أبو عمران الفاسي كاتب مغربي

## وفيات
- ابن السني